# L'Image manquante
L'Image manquante (ung. "bilden som saknas") är en kambodjansk-fransk dokumentärfilm från 2013 i regi av Rithy Panh. Den berättar om regissörens egen familj under de röda khmerernas styre och hur Pol Pot kom till makten i Kambodja på 1970-talet. Randal Douc gör berättarrösten. Filmen blandar dokumentärt arkivmaterial med uppställda lerfigurer. Idén att använda lerfigurer uppstod när Panh av en slump upptäckte att en av hans medarbetare var skicklig på att skulptera i lera. Regissören hade redan berört röda khmererna och det kambodjanska folkmordet i flera av sina tidigare filmer, men L'image manquante är den första filmen där han skildrar sina personliga upplevelser.
Filmen hade premiär vid filmfestivalen i Cannes 2013 där den fick Un certain regard-priset. Vid Oscarsgalan 2014 blev den nominerad för Kambodja i kategorin bästa utländska film.